# Abirateron-acetát
Az abirateron-acetát egy antiandrogén gyógyszerhatóanyag, amely többek között Zytiga néven van forgalomban és prosztatarák kezelésére használják. Elsősorban a kasztrációval és prednizolonnal együtt alkalmazzák metasztázisos kasztrációrezisztens prosztatarák (mCRPC) és a metasztázisos nagy kockázatú kasztrációrezisztens prosztatarák (mCSPC) kezelésére. Szájon át történő adagolása éhgyomorra javasolt napi egyszeri alkalommal. Egy másik, szintén kereskedelmi forgalomban levő készítmény a Yonsa, amely étkezés közben vagy után is alkalmazható alacsony dózisban.
Az abirateron-acetát alkalmazása esetén jelentkező gyakoribb mellékhatások a fáradtság, ízületi gyulladás, magas vérnyomás, hányás, ödéma, hypokalaemia, hasmenés, köhögés, fejfájás, mellékvesekéreg-elégtelenség, hiperaldoszteronizmus, májkárosodás. Mint androgénszintézist gátló – különösen, mint CYP17A1 gátló – gátolja az androgénhormonok képződését a szervezetben, így a tesztoszteron és a dihidrotesztoszteron termelődését.
Az abirateron-acetátot 1993-ban szintetizálták, használata engedélyezett gyógyszerként 2011-ben volt. Az mCRPC kezelésre 2011-ben vezették be, majd 2018-ban az mCSPC kezelésére is elfogadták. Mára már globális mértékben elterjedt és fogalmazott gyógyszerré vált.

## Orvosi felhasználás

### Prosztatarák
Az abirateron-acetátot prednizonnal együtt alkalmazzák mCRPC kezelésére (korábban hormon-rezisztens vagy hormon-refrakter prosztataráknak is nevezték). Az ilyen típusú prosztatarák nem reagál sem az androgén-deprivációs terápiára, sem az androgénreceptor-antagonistákra. Az abirateron-acetátot az FDA (2011 április 28-án), az EMA (2011 szeptember 23-án), az MHRA (2011 szeptember 5-én) és a TGA (2012 március 1-én) fogadta el terápiás célú felhasználásra. Ausztráliában kasztráció-rezisztens prosztatarák kezelésére alkalmazzák prednizonnal kombinálva.
Az abirateron-acetátot prosztatarák kezelése esetén a tesztoszteronszint-emelkedés megakadályozására is alkalmazzák gonadotropinfelszabadító hormon antagonista terápia során.

### Klinikai hatékonyság
Az első fázis III. klinikai vizsgálat 2008-ban kezdődött előzőleg docetaxellel kezelt páciensek részvételével. Egy független bizottság 2010 szeptemberében azt találta, hogy azoknál a betegeknél, akik előzőleg docetaxellel voltak kezelve, az átmeneti eredmények sokkal jobbak voltak, mint azoknál, akik csak placebót kaptak, így ezért a vizsgálatok további placebókontrollos folytatása nem lett volna etikus, ezért a többi beteg szintén részesült a hatóanyagból. Az általános túlélési esély 3,9 hónappal növekedett e tanulmány során (14,8 hónap a placebo kontrollos 10,9 hónappal szemben).
Egy placebókontrollos kettős vak, randomizált, kontrollált, fázis III. vizsgálat 2009 áprilisában kezdődött olyan kasztrációrezisztens prosztatarákban szenvedő betegeken, akik előzőleg nem részesültek kemoterápiás kezelésben. A vizsgálatban résztvevő 1088 férfi abirateron-acetátot (1000 mg napi dózisban) és prednizont (5 mg napi dózisban), illetve placebót és prednizont kapott. A progressziómentes túlélési ráta 16,5 hónap volt az abirateron-acetát/prednizon kezelés esetén, míg a prednizon kezelés során 8,3 hónap (kockázati hányados (HR) = 0,53, 95%-os konfidenciaintervallum (CI), 0,45-től 0,62-ig, P<0,001). 22,2 hónapos utókezelést követően az általános túlélési ráta jobbnak bizonyult az abirateron-acetát/prednizon kezelés esetén a placebo/prednizonhoz képest (27,2 hónap), HR = 0,75, 95%-os CI, 0,61-tól 0.93-ig, P=0,01).

### Gyógyszerformák
Az abirateron-acetát 250 mg-os és 500 mg-os filmbevonatú és 250 mg-os bevonati nélküli tabletták formájában van forgalomban. Javasolt napi dózisa 1000 mg naponta orálisan alkalmazva éhgyomorra, kasztrációval együtt, illetve napi 2×5 mg prednizonnal kombinálva.

## Kontraindikációk
A kontraindiációk közé tartozik az abirateron-acetátra való túlérzékenységi reakció. Terhes vagy terhesség előtt álló nőknek nem ajánlott az alkalmazása. Terhes nőknek nem ajánlott a tabletták megérintése, csak megfelelő védőkesztyű viselete mellett. Egyéb más ellenjavallatok: súlyos májkárosodás, hyperaldosteronizmus, szív-és érrendszeri betegségek beleértve szívelégtelenség, magas vérnyomás, hypokalaemia és mellékvese-elégtelenség.

## Mellékhatások

### Mellékhatások előfordulási gyakorisága[4][11][12][13][22]

#### Nagyon gyakori (gyakorisága >10%)
- Húgyúti fertőzés
- Hypokalaemia
- Magas vérnyomás
- Hasmenés
- Perifériás ödéma

#### Gyakori (gyakorisága 1-10% közötti)
- Hypertriglyceridaemia
- Szepszis (vérmérgezés)
- Szívelégtelenség
- Angina pectoris
- Szívritmuszavar
- Pitvarfibrilláció
- Tahikardia
- Dyspepsia
- Kiütések
- Alanin-aminotranszferáz aktivitás növekedése
- Aszpartát-aminotranszferáz aktivitás növekedés
- Törések
- Vérvizelés (haematuria)

#### Nem gyakori (gyakorisága 0,1-1% közötti)
- Mellékvese elégtelenség
- Myopathia
- Rhabdomyolysis

#### Nagyon ritka (gyakorisága <0,1%)
- Hiperszenzitív pneumonitisz (allergiás alveolitisz)

## Túladagolás
Klinikai alkalmazása során túladagolási esetről nincs adat. Nem létezik semmilyen antidótum (ellenanyag) abirateron-acetát túladagolással szemben, ugyanakkor a kezelés során szükséges néhány alapvető életfunkció nyomon követése, beleértve a szív és a májfunkció monitorozását.

## Interakciók
Az abirateron-acetát a CYP3A4 szubsztrátja, ezért nem ajánlott együtt alkalmazni CYP3A4 gátlókkal, mint amilyen a ketokonazol, itrakonazol, klaritromicin, atazanavir, nefadozon, szakinavir, telitromicin, ritonavir, indinavir, nelfinavir, verikonazol vagy CYP3A4-induktorokkal, mint a fenitoin, karbamazepin, rifampicin, rifabutin, rifapentin, fenobarbitál. Ugyanakkor gátolja a CYP1A2, a CYP2C9 és a CYP3A4 enzimek működését is és ezért nem ajánlott egyidejűleg alkalmazni ezen enzimek olyan szubsztrátjaival, amelyeknek szűk a terápiás indexük.
A spironolakton általában antiandrogén hatást fejt ki, viszont egyes vizsgálatokban kimutattak androgénreceptor-agonista hatást is androgénszegény környezetben, ezáltal indukálva a prosztatarákos sejtek proliferációját. Ezt a megfigyelést számos egyéb tanulmány is alátámasztotta. Ezért ajánlott a spironolakton alkalmazásának elkerülése azoknál a prosztatarákos betegeknél, akik az abirateron-acetát kezeléssel összefüggő mineralokortikoid okozta mellékhatásoktól szenvednek.

## Farmakológia

### Farmakodinamika

#### Antiandrogén aktivitás

Abirateron, az abirateron-acetát aktív metabolitja.

Az abirateron-acetát aktív metabolitja az abirateron, amely gátolja a CYP17A1-t, amelynek két aktív formája is van, 17α-hidroxiláz (IC50 = 2,5 nM) és 17,20-liáz (IC50 = 15 nM), amely a herékben, mellékvesében, és a rákos prosztata szövetben is kifejeződik. A vegyület hatszor nagyobb szelektivitást mutat a 17α-hidroxilázzal, mint a 17,20-liázzal szemben. A CYP17A1 két egymást követő reakciót is katalizál: egyrészt (a) a pregnenolon és a progeszteron átalakítását 17α-hidroxi származékokká a 17α-hidroxiláz aktivitása révén, másrészt (b) az ezt követő dehidro-epiandroszteron (DHEA) és androszténdion keletkezését a 17,20-liáz aktivitása által. A DHEA és az androszténdion, mint androgének, a tesztoszteronszintézis prekurzorai. A CYP17A1 aktivitásának gátlásával csökkenthető az androgének szintje, így a DHEA, a tesztoszteron, és a dihidro-tesztoszteroné (DHT). Az abirateron-acetát az aktív abirateron metabolitja révén képes csökkenteni a keringésben lévő tesztoszteronszintet 1 ng/dL alá a kasztráció során. Így számottevően alacsonyabb koncentrációk érhetőek el, mint csak a kasztrációval (~20 ng/dL). A kasztráció során alkalmazott abirateron-acetát a DHT szintjét 85%-kal, a DHEA-t 98-ról 97%-ra, és az androszténdion-t 78-ról 77%-ra csökkentette összehasonlítva a kasztrációval. Az abirateron-acetát az antiandrogén aktivitásának köszönhetően csökkenti a prosztata és a herék tömegét.
Az Abirateron az androgén receptor (AR) részleges antagonistája, illetve gátolja a 3β-hidroxi dehidrogenáz (3β-HSD), a CYP11B1 (szteroid 11β-hidroxiláz), a CYP21A2 (szteroid 21-hidroxiláz) és más CYP450 enzimek (pl. CYP1A2, CYP2C9 és a CYP3A4) működését. Az abirateron aktivitásának nagy részét egy még erősebb aktivitást mutató metabolitnak, a ∆4-abirateronnak (D4A) köszönheti, amely az abirateronból keletkezik a 3β-HSD által. A D4A ugyanakkor gátolja a CYP17A1, a 3β-hidroxiszteroid dehidrogenáz/∆5-4 izomeráz és az 5α-reduktáz enzimek aktivitását, illetve kompetitív antagonistája az AR receptornak hasonlóan, mint az enzalutamid. Azonban a D4A kezdeti 5α-redukált metabolitja, a 3-keto-5α-abirateron az AR agonistája és elősegítheti a prosztatarák fejlődését. A dutaszterid egy erős 5α-reduktáz gátló, így egyidejű alkalmazásával elkerülhető a 3-keto- 5α-abirateron keletkezése. Ugyanakkor az abirateron egyes analógjait, mint például a galeteront szintén alkalmazzák metasztázisos nagy kockázatú kasztrációrezisztens prosztatarák mCSPC kezelésére, mivel ez a hatóanyag is hatásosan gátolja a CYP17A1 enzim működését.

#### Ösztrogénaktivitás
Az abirateron-acetát azáltal, hogy képes csökkenteni az ösztrogénszintet, elvileg felhasználható lenne mellrák kezelésére. Azonban az abirateron az ösztrogénreceptor direkt agonistája és in vitro vizsgálatokban a rákos sejtek proliferációját indukálta. Az abirateron-acetátot ösztrogénreceptor-antagonistákkal (pl. fulvesztrán) együtt lehet mellrák kezelésére használni. Annak ellenére, hogy antiandrogén és ösztrogén tulajdonságokkal rendelkezik, az abirateron-acetát nem okoz gynecomastiat.

#### Egyéb aktivitás
Az abirateron-acetát azáltal, hogy gátolja a glükokortikoid bioszintézisét, mellékvese-elégtelenséget, hyperaldosteronizmust és az ezekkel járó mellékhatásokat okoz. Ezért a kezelések során mindig prednizonnal és kortikoszteroidokkal együtt alkalmazzák, aminek elsősorban az a célja, hogy a glükokortikoidokat pótolják és megelőzzék a mineralokortikoid felesleget.

### Farmakokinetika
A szájon át történő alkalmazást követően az abirateron-acetát az aktív abirateron formává alakul. Ez az átalakulás inkább észteráz-, nem pedig CYP-mediált. Az élelmiszerrel történő bevitele növeli a hatóanyag felszívódását, ezért is ajánlott éhgyomorra, evés előtt egy órával vagy evést követően két órával alkalmazni. Az abirateron-acetát nagy affinitással kötődik fehérjékhez (>90%), metabolizációja inaktív metabolittá a májban megy végbe a CYP3A4 és a SULT2A1 révén. Kiválasztása egyrészt a széklettel (~88%) és a vizelettel (~5%) történik, felezési ideje 12±5 óra.

## Kémia
Az abirateron-acetát vagy más néven 17-(3-piridinil)-androszta-5,16-dien-3β-ol-acetát egy szintetikus androsztán szteroid, illetve egy androsztadienol (androszta-5,16-dien-3β-ol) származék, egy endogén androsztán feromon. Az abirateron-acetát az abirateron C3β-acetát észtere.

## Történet
Az 1990-es évek elején Mike Jarman, Elaine Barrie és Gerry Potter a Londonban található Rákkutató Intézetben elkezdték új, a prosztatarák kezelésére alkalmas gyógyszerhatóanyagok fejlesztését. A nem-szteroid androgénszintézis-gátló ketokonazolt használták modellvegyületként, így állították elő az abirateront, amelyet 1993-ban szabadalmaztattak. A hatóanyag forgalmazására a jogot a BTG kapta meg, amely az Egyesült Királyságban található egyik legnagyobb egészségügyi termékekre specializálódott vállalat. A BTG átadta a jogot a Cougar Biotechnology-nak, amely elkezdte a forgalomban levő hatóanyag fejlesztését. 2009-ben a Johnson & Johnson megvásárolta a jogot a Cougartól a hatóanyag fejlesztésére és forgalmazására, illetve újabb klinikai vizsgálatokat indítottak, hogy növelhessék a gyógyszer klinikai felhasználási területét.
2011 április 28-án az Amerikai Egyesült Államokban az FDA engedélyezte az abirateron-acetátot. Egy fázis III. klinikai vizsgálatra hivatkozva, amelyben az abirateron használat 14,8 hónapos túlélési rátát mutat a 10,9 hónapos placebóval szemben. Az abirateron-acetátot az Európai Gyógyszerügynökség is szintén jóváhagyta. 2012 májusáig a National Institute for Health and Clinical Excellence (NICE) nem javasolta a hatóanyag használatát az NHS-nek a kedvezőtlen költséghatékonyság miatt. Az ár csökkentése után ezt az álláspontot megváltoztatták. A hatóanyagot csak olyan férfiak kaphatják, akik már korábban részesültek legalább egyszer docetaxeltartalmú kemoterápiás kezelésben. 2019 májusában az amerikai fellebbviteli bíróság jóváhagyta azt a szabadalmi vizsgálatot, amely alapján érvénytelenítették a Johnson & Johnson’s szabadalmi jogát a Zytiga prosztatarák-ellenes hatóanyag forgalmazására.

### Generikus nevek
A hatóanyag generikus gyógyszerneve abirateron-acetát, míg a deacetilált formáé az abirateron.

### Márkanevek
Az abirateron-acetát forgalomba hozatalának joga jelenleg Janssen Biotech (a Johnson & Jonhson’s leányvállalata) kezében van Zytiga márkanéven. Ugyanakkor az Intas Pharmaceuticals Abirata néven, a Cadila Pharmaceuticals Abreton néven, míg a Glenmark Pharmaceuticals Abirapro néven forgalmazza a hatóanyagot. A Sun Pharmaceuticals Industries Yonsa néven hozta forgalomba.

### Forgalmazás
Az abirateron-acetát számos országban forgalomban van, így az Amerikai Egyesült Államokban, Kanadában, az Egyesült Királyságban. Írországban és más európai országokban is, valamint Ausztráliában, Új-Zélandon, a latin-amerikai országokban és Izraelben is.

## Kutatás
Az abirateron-acetáttal jelenleg is számos kutatás zajlik, többek között vizsgálják mellrák és petefészekrák kezelésében, ezzel kapcsolatban 2018 márciusa óta zajlik egy fázis II. klinikai vizsgálat. Ugyanakkor vizsgálják veleszületett mellékvesekéreg-hyperplasia kezelésére is, viszont jelenleg még több információra van szükség ezen a területen való potenciális alkalmazhatóságát tekintve. Egy megnövelt biohasznosulású, szájon át alkalmazható, abirateron-acetát nanorészecskéket tartalmazó tablettával vizsgálatok folynak a dózis csökkentése érdekében.

## Fordítás
Ez a szócikk részben vagy egészben  az   Abiraterone acetate című angol Wikipédia-szócikk ezen változatának fordításán alapul.  Az eredeti cikk szerkesztőit annak laptörténete sorolja fel. Ez a jelzés csupán a megfogalmazás eredetét és a szerzői jogokat jelzi, nem szolgál a cikkben szereplő információk forrásmegjelöléseként.